# Daniel Díaz Torres
Daniel Díaz Torres (l'Havana, 31 de desembre de 1948 - 16 de setembre de 2013) va ser un director de cinema i guionista cubà. Llicenciat en ciències polítiques. Va dirigir 16 pel·lícules des de 1975. La seva pel·lícula Jíbaro de 1985 es va inscriure en el 14è Festival Internacional de Cinema de Moscou.

## Filmografia

### Documentals
- 1975: Libertad para Luis Corvalán
- 1976: Granma
- 1977: Encuentro en Texas
- 1978: La casa de Mario
- 1980: Los dueños del río
- 1980: Madera
- 1982: Vaquero de montañas
- 1989: Crónica informal desde Caracas
- 2004: Una isla en la corriente
- 2004: Los cuatro años que estremecieron al mundo
- 2005: Entrevista a Ricardo Alarcón de Quesada
- 2005: Tres cantos a Nueva Orleans

### Pel·lícules
- 1985: Jíbaro
- 1986: Otra mujer
- 1991: Alicia en el pueblo de Maravillas
- 1994: Quiéreme y verás
- 1997: Kleines Tropicana - Tropicanita[3]
- 2001: Hacerse el sueco
- 2007: Camino al Edén
- 2010: Lisanka
- 2012: La película de Ana